# 亚历山大·蒂梅
亚历山大·蒂梅（德語：Alexander Thieme，1954年1月13日—2016年11月29日），德国男子田径运动员，主攻短跑。他曾代表东德参加1976年夏季奥林匹克运动会田径比赛，获得男子4×100米接力银牌。